# Honolulu Ekiden & Music Festival
A Honolulu Ekiden & Music Festival (ホノルル駅伝&音楽フェス) a USA Track & Field által hitelesített éves rendszerességű ekidenverseny és könnyűzenei fesztivál, melyet 2013 óta rendeznek meg Oahu szigetén, Honolulun. A verseny a Kapiolani Parkból indul, ahonnan a futók az óceánpart mellett kelet felé haladnak, a fordulópont a Sandy Beach. A verseny vége után annak kiindulópontján, a Kapiolani Park Waikiki Shell nevű szabadtéri koncertterem színpadán népszerű japán könnyűzenei előadók is fellépnek.

## A verseny nyertesei és díjazottai
A csapatok versenyenként csak 1 díjat nyerhetnek.
| Év   | Csapat                                       | Helyezés/díj                            | Idő     |
| ---- | -------------------------------------------- | --------------------------------------- | ------- |
| 2013 | Team Hawaii Sport                            | 1. helyezett                            | 2:24:23 |
| 2013 | Blue Shell Sea Warriors                      | 2. helyezett                            | 2:37:08 |
| 2013 | Speedy Wahnies                               | 3. helyezett                            | 2:46:41 |
| 2013 | Amy Gordon                                   | Legjobb kama’aina csapat                | 3:32:55 |
| 2013 | Hawaiian Airlines                            | Leggyorsabb céges csapat                | 3:05:00 |
| 2013 | Running for Mom                              | Leggyorsabb „családi” csapat            | 3:42:39 |
| 2013 | Sosha                                        | Legjobb csapatkosztüm                   | 4:07:46 |
| 2013 | Furinkazan                                   | Leggyorsabb egyetemi/kollégiumi csapat  | 3:17:42 |
| 2013 | International Café Team 1                    | Leglelkesebb egyetemi/kollégiumi csapat | 4:08:07 |
| 2013 | Team Menes                                   | Leggyorsabb középiskolai csapat         | 2:59:04 |
| 2013 | Six Pack                                     | Leglelkesebb középiskolai csapat        | 3:29:03 |
| 2013 | Leo Pike                                     | Leggyorsabb egyéni futó                 | 3:12:07 |
| 2014 | Team Hawaii Sport Jaco Rehab                 | 1. helyezett                            | 2:27:27 |
| 2014 | Apartment A                                  | 2. helyezett                            | 2:30:21 |
| 2014 | The Strongest Running Club                   | 3. helyezett                            | 2:31:17 |
| 2014 | The Cauliflowers                             | Leggyorsabb egyetemi/kollégiumi csapat  | 2:55:33 |
| 2014 | Cambell High School                          | Leggyorsabb középiskolás csapat         | 3:01:12 |
| 2014 | Startline Hawaii LLC                         | Leggyorsabb céges csapat                | 3:10:54 |
| 2014 | Team Taggart                                 | Leggyorsabb vegyes csapat               | 3:14:10 |
| 2014 | Runner's HI Geezers – Polynesian Hospitality | leggyorsabb szenior csapat              | 3:17:59 |
| 2014 | U Got Chicked                                | Leggyorsabb női csapat                  | 3:20:48 |
| 2014 | Peach’s 2014                                 | Leggyorsabb családi/ohana csapat        | 3:25:54 |
| 2014 | Dirty Sash                                   | Leggyorsabb férfi csapat                | 3:29:39 |
| 2014 | Hawaii Chrome                                | Leggyorsabb kama’aina csapat            | 3:33:51 |
| 2014 | Always Ready                                 | Leggyorsabb katonai csapat              | 3:48:41 |
| 2014 | Hurry Up                                     | [összkor] 240 felett                    | 3:58:07 |
| 2014 | Pavement Princesses                          | Legjobb kosztüm                         | 3:49:53 |
| 2015 | SUIJO High School                            | 1. helyezett                            | 2:21:40 |
| 2015 | Team Hawaii Sport                            | 2. helyezett                            | 2:35:05 |
| 2015 | Startline Hawaii LLC                         | 3. helyezett                            | 2:43:02 |
| 2015 | Diamond Head Destroyers                      | Leggyorsabb vegyes csapat               | 2:53:33 |
| 2015 | SeXC Coeds #1                                | Leggyorsabb középiskolás csapat         | 2:54:43 |
| 2015 | Hawaii Foodbank                              | Leggyorsabb céges csapat                | 3:03:07 |
| 2015 | Team wear blue                               | „Leggyorsabb hősök csapat”              | 3:06:52 |
| 2015 | Quick Chicks                                 | Korok összege = 200+                    | 3:18:41 |
| 2015 | Onsen Monkeys                                | Leggyorsabb férfi csapat                | 3:24:17 |
| 2015 | LJA White                                    | Leggyorsabb kama’aina csapat            | 3:56:20 |
| 2015 | Team Ohana                                   | Leggyorsabb családi/ohana csapat        | 3:58:22 |
| 2015 | Team Run Aloha                               | Leggyorsabb női csapat                  | 4:00:32 |
| 2015 | Arai Mai                                     | Legjobb kosztüm                         | 4:17:55 |
| 2016 | Team Hawaii Sport                            | 1. helyezett                            | 2:30:45 |
| 2016 | Meijo University                             | 2. helyezett                            | 2:31:31 |
| 2016 | Children of Landy                            | 3. helyezett                            | 2:43:18 |

## A könnyűzenei fesztivál fellépői
2013
Aqua Timez
RIP Slyme
2014
Kimaguren
Scandal
Monkey Majik
2015 (Greenroom Festival)
Donavon Frankenreiter
Lotus
Tommy Guerrero
Ray Barbee
Makua Rothman
Def Tech
Jake Shimabukuro
2016
Gó Hiromi
Scandal (elmaradt)
Magic!
2017
Dirty Heads
Gin Blossoms
Pikotaró
Flow